# Ben Starav
Der Ben Starav ist ein 1.078 m (3.537 ft) hoher Berg in den schottischen Highlands. Sein gälischer Name Beinn Starabh kann etwa mit Berg des Knisterns oder Berg des Raschelns übersetzt werden. Der Berg liegt in der Council Area Highland, knapp nördlich der Grenze zur Council Area Argyll and Bute und ist als Munro eingestuft.

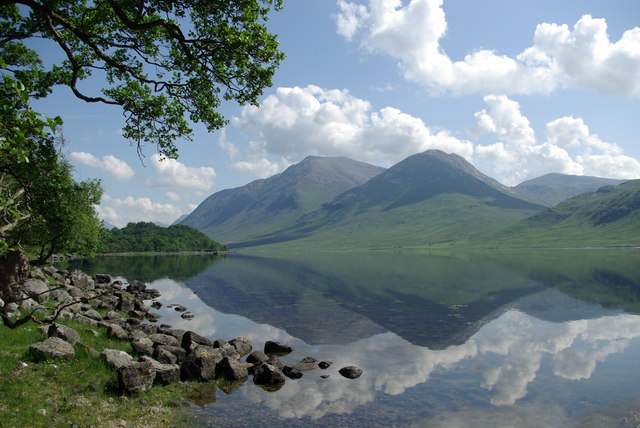
Der Ben Starav von Südwesten, im Vordergrund Loch Etive

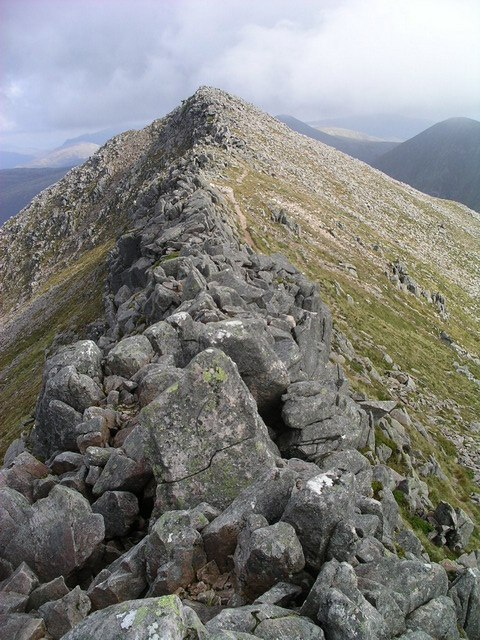
Blick vom Gipfel über den schmalen Grat zum Vorgipfel Stob Coire Dheirg

In den Bergketten westlich von Rannoch Moor ist der Ben Starav durch seine Lage am östlichen Ufer des Nordendes von Loch Etive auffallend. Da Loch Etive ein Sea loch ist, besitzt der Ben Starav eine steile, markant über 1000 Meter aufragende Westseite und bietet von seinem Gipfel hervorragende Aussichten nach Westen. Der Gipfel stellt zugleich den Abschluss einer Kette von Gipfeln dar, die beginnend mit dem Stob a’ Choire Odhair im Osten, mehrere Munros umfasst. Direkter östlicher Nachbar des Ben Starav ist der Glas Bheinn Mhòr. Vom Gipfel des Ben Starav laufen insgesamt fünf teils sehr schmale und felsige Grate nach Norden, Nordwesten, Südwesten, Osten und Südosten. Am markantesten ist der lange Nordgrat, während die übrigen Grate deutlicher kürzer sind. Die Grate nach Norden und Südosten enden in Vorgipfeln, die deutlich unter 1000 Meter hoch sind. Nach Osten besteht über einen Vorgipfel, den 1024 Meter hohen Stob Coire Dheirg und den Bealachan Lochain Ghaineamhaich, einen rund 200 Meter tiefer liegenden Bealach, Anschluss zum Glas Bheinn Mhòr, was von vielen Munro-Bagger für eine kombinierte Besteigung der beiden Gipfel genutzt wird.
Für Bergsteiger bestehen vor allem zwei Möglichkeiten des Aufstiegs, die beide im Glen Etive nördlich des Berges beginnen. Ausgangspunkt ist die ehemalige Farm Coileitir. Anstiegsmöglichkeiten bestehen sowohl über den langgezogenen Nordgrat als auch über den Ostgrat, der durch das Tal des Allt nam Meirleach mit Aufstieg auf den Verbindungsgrat zum Glas Bheinn Mhòr erreicht werden kann. Die Grate nach Südwesten und Südosten erfordern sehr lange Anmarschwege durch wegloses Bergland.